# Sutume Kebede
Sutume Asefa Kebede, née le 11 décembre 1994, est une coureuse de fond éthiopienne.
Elle détient plusieurs records et a remporté notamment les 25 km de Berlin en 2015, le marathon de Pékin en 2019, les 25 km de Kolkata en 2023, le semi-marathon de Houston en 2024, et le marathon de Tokyo en 2024 puis à nouveau en 2025.

## Parcours
Elle est née le 11 décembre 1994, en Éthiopie,.
La première performance de Sutume Kebede enregistrée par l'association des statisticiens des courses sur route est sa victoire lors de la course de 15 km, dite la Kerzerslauf à Chiètres, en Suisse, le 21 mars 2015, qu'elle a terminée avec un temps de 50:34.6.
Toujours en 2015, l’année où elle commence à multiplier les podiums dans des courses de fond sur route en Europe, elle remporte six courses sur six week-ends consécutifs, y compris l'épreuve de 10 km au Paderborn Osterlauf à Paderborn, en Allemagne, le 4 avril avec un temps de 31:47, le Lago Maggiore Half Marathon  au bord du lac Majeur en Italie, le 19 avril avec un temps de 1:09:07, les 20 km de Lausanne le 25 avril, et les 25 km de Berlin, en Allemagne, le 10 mai, avec un temps de 1:21:55. Sa performance à Berlin est un record éthiopien à l'époque pour cette distance sur la route. Puis elle remporte la Course Paris-Versailles en septembre 2015. Elle remporte également les années suivantes, le semi-marathon de Yangzhou en 2017, le marathon de Pékin en 2019, et les 25 km de Kolkata en 2023.
En janvier 2024, elle devient à l'époque la coureuse la plus rapide des semi-marathons féminins aux États-Unis, en remportant le semi-marathon de Houston de 2024 avec un temps de 1:04.37. En 2024 encore, elle gagne le marathon de Tokyo,. Elle le remporte également en 2025 en dominant la course de bout en bout,.